# یواس‌اس برانکس (ای‌پی‌ای-۲۳۶)
یواس‌اس برانکس (ای‌پی‌ای-۲۳۶) (به انگلیسی: USS Bronx (APA-236)) یک کشتی بود که طول آن ۴۵۵ فوت (۱۳۹ متر) بود. این کشتی در سال ۱۹۴۵ ساخته شد.